# 맷 멀런웨그

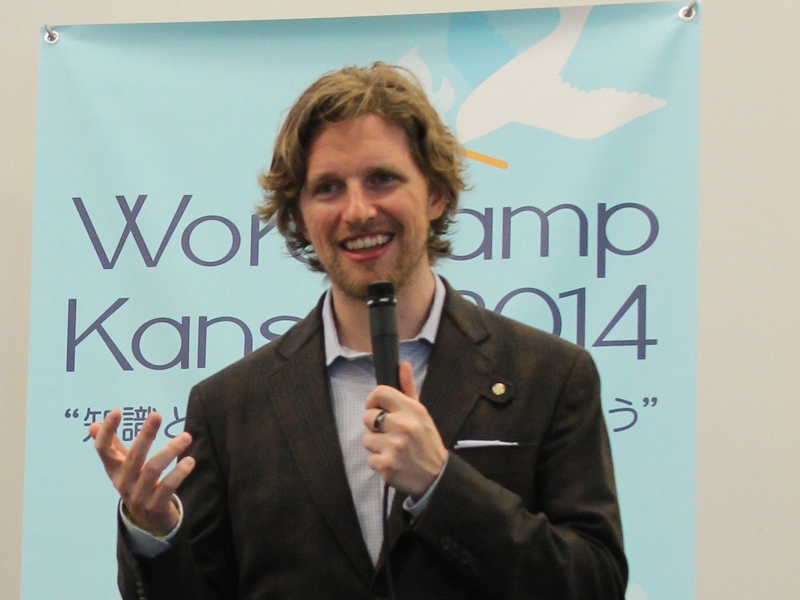
맷 멀런웨그

맷 멀런웨그(Matt Mullenweg, 1984년 1월 11일 ~ )는 미국의 프로그래머이다. 2003년 워드프레스를 창립했으며, 24세이던 2008년 스티브 잡스, 스티브 발머, 제프 베조스 등과 함께 비즈니스위크가 선정한 '인터넷에서 가장 영향력 있는 25인' 중 한 명으로 꼽혔다. 현재 워드프레스 재단 및 워드프레스 관리 서비스 회사인 오토매틱(Automattic)을 운영하고 있다.